# Emilio Gagliardo
Pour les articles homonymes, voir Gagliardo.
Emilio Gagliardo (Gênes, 5 novembre 1930 – Gênes, 15 août 2008) est un mathématicien italien, notable par ses contributions à la théorie des équations aux dérivées partielles paraboliques, à l'interpolation des espaces de Banach et à la théorie des espaces de Sobolev.

## Formation et carrière
Il est diplômé de l'Université de Gênes en 1953 en présentant une thèse intitulée « Sull'immagine affine delle curve algebriche piane » (sur l'image affine des courbes algébriques planes) sous la direction d'Eugenio Togliatti (it).
À l'Université de Gênes, il devient l'assistant de Guido Stampacchia avec qui il réalise ses premiers travaux sur les équations différentielles ordinaires. Le 1er août 1959, il obtient la chaire libre d'analyse mathématique. Par la suite, il obtient deux bourses qui lui permettent de travailler avec Nachman Aronszajn à l'Université du Kansas et avec Jacques-Louis Lions à l'Université de Nancy.
Titulaire d'une chaire d'analyse mathématique, il est appelé le 1er novembre 1961 à l'Université de Gênes. 
En 1968, il démissionne pour enseigner à l'Université d'État de l'Oregon. Il rentre ensuite en Italie le 31 octobre 1975, appelé à occuper une chaire à l'université de Pavie. Dans cette université, il est resté jusqu'à sa retraite le 31 octobre 1999.

## Travaux
Avec Louis Nirenberg, il a proposé l'inégalité d'interpolation de Gagliardo-Nirenberg comme résultat de la théorie des espaces de Sobolev qui estime les dérivées faibles d'une fonction. Les estimations sont en termes de normes Lp de la fonction et de ses dérivées et l'inégalité "interpole" entre différentes valeurs de p et ordres de différenciation, d'où le nom. Le résultat est d'une importance particulière dans la théorie des équations aux dérivées partielles elliptiques.
En plus des sujets strictement liés aux mathématiques, Gagliardo s'est intéressé à l'intelligence artificielle et à l'étude mathématique de la musique. Au département de mathématiques de Pavie, il disposait d'un studio insonorisé avec un orgue électronique. Il a également écrit l'introduction du livre de Rudolph Zaripov "Music with the Computer", publié en Italie par Franco Muzzio ed. en 1979.

## Prix
En 1964, il reçoit le prix Caccioppoli décerné par l'Union mathématique italienne. Il est lauréat du prix Bonavera (1958) décerné par l'Académie des sciences de Turin.
Il est membre de l'UMI depuis 1983.

## Publications
- E. Gagliardo : Ulteriori proprietà di alcune classi di funzioni in più variabili, Ricerche Mat., 8, 24-52, 1959.
- E. Gagliardo : Caratterizzazioni delle tracce sulla frontiera relative ad alcune classi di funzioni in {\displaystyle n} variabili, Rend. Sem. Mat. Univ. Padoue, 27, 284-305, 1957.
- N. Aronszajn et E. Gagliardo : Interpolation spaces and interpolation methods, Ann. Mat. Pura Appl., 68, 51-117, 1965.